# 小行星15929
小行星15929（15929 Ericlinton）是一颗绕太阳运转的小行星，为主小行星带小行星。该小行星于1997年11月22日发现。

## 轨道参数
小行星15929的轨道半长轴为3.1677530 UA，离心率为0.12。